# Martin Freyer
Martin Freyer (Harare, 4 oktober 1995) is een Namibisch wielrenner.

## Carrière
In 2018 werd Freyer nationaal kampioen op de weg, nadat hij dit eerder al bij de junioren en beloften was geworden.

## Overwinningen
2013
 Namibisch kampioen tijdrijden, Junioren
 Namibisch kampioen op de weg, Junioren
2015
 Namibisch kampioen tijdrijden, Beloften
 Namibisch kampioen op de weg, Beloften
 Namibisch kampioenschap op de weg, elite
 Namibisch kampioenschap tijdrijden, elite
2017
 Namibisch kampioen tijdrijden, Beloften
 Namibisch kampioen op de weg, Beloften
2018
 Namibisch kampioen op de weg, Elite
 Namibisch kampioenschap tijdrijden, elite
2024
 Namibisch kampioenschap op de weg, elite
2025
 Namibisch kampioenschap tijdrijden, elite
 Namibisch kampioenschap op de weg, elite